# Моцарткугель

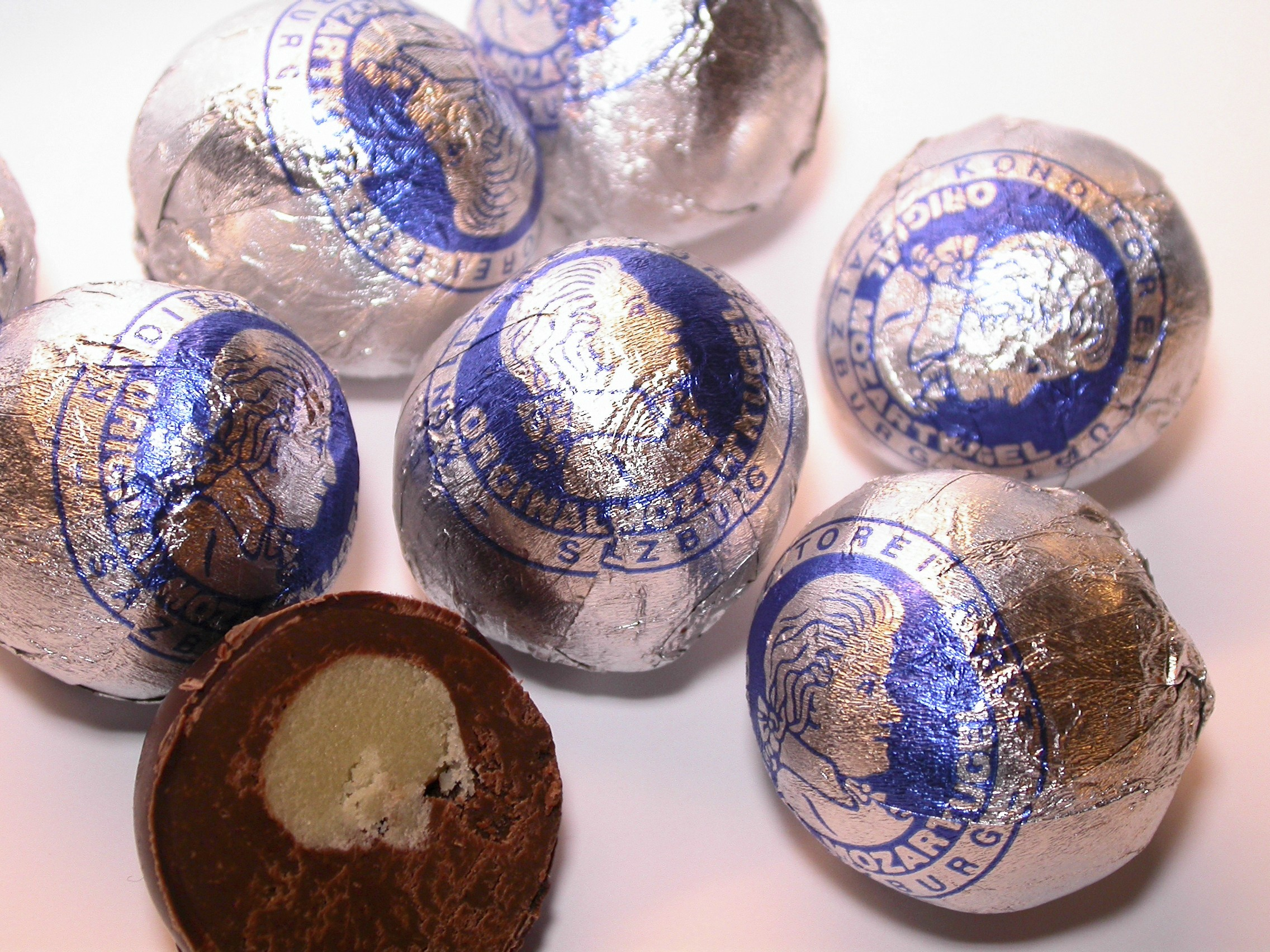
Виготовлені вручну Original Salzburger Mozartkugeln

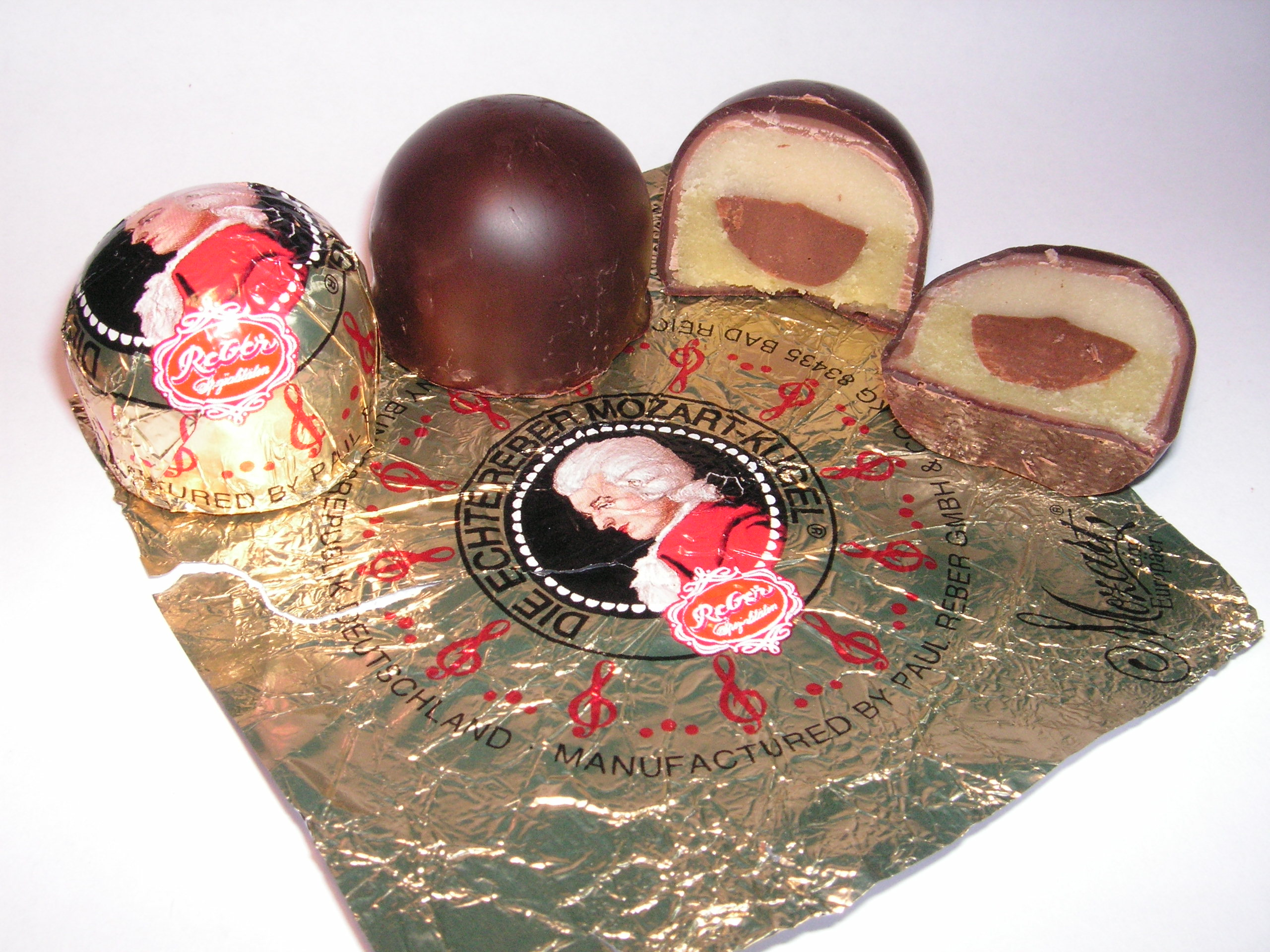
Моцарткугель виробництва компанії Reber не мають права мати повністю округлу форму

Моцарткугель (нім. Mozartkugel — «моцартівська кулька») — традиційні круглі шоколадні цукерки з начинкою з марципану, винайдені через 100 років після смерті Вольфганга Амадея Моцарта зальцбурзьким кондитером Паулем Фюрста в 1890 році.
Кондитер Пауль Фюрст прибув до Зальцбурга в 1884 році і відкрив власну кондитерську за адресою Бродгассе 13. У 1890 році він вперше представив свої «моцартівські цукерки», згодом перейменовані в «моцартівські кульки». У 1905 році моцарткугель були представлені на паризькій виставці і завоювали там золоту медаль.
Згідно рецепту Фюрста спочатку із фісташкового марципану в оболонці з нуги формують вручну кульку, яку потім насаджують на дерев'яну паличку, щоб вмочити в темну шоколадну глазур. Паличка з насадженою на неї кулькою ставиться вертикально, щоб цукерка охолола і затверділа. Після цього паличка виймається, а утворена дірочка заповнюється шоколадною глазур'ю. Готовий моцарткугель вручну загортається в станіоль сріблясто-синього кольору. За даними самої кондитерської за такою технологією в рік виготовляється близько 1,4 млн моцарткугелів. У кондиціонованому кафе при кондитерській на Бродгассе та її філіалах цукерки зберігають свіжість близько 8 тижнів.
Original Salzburger Mozartkugeln, що виготовляються за оригінальним рецептом вручну виробляються й досі в кондитерській Фюрста в Зальцбурзі, продаються в її магазинах і пропонуються в Інтернеті. За відсутністю чітких зафіксованих авторських прав крім цього у продажу представлені численні варіанти промислового виробництва інших компаній як в Австрії, так і в Німеччині.

## Інтернет-посилання
- На Вікісховищі є медіафійли на тему Моцарткугель
- Офіційний сайт кондитерської фабрики Fürst в Зальцбурзі [Архівовано 20 вересня 2008 у Wayback Machine.]
- Сайт австрійського виробника Mirabell
- Сайт німецького виробника Reber